# Die Alexanderschlacht
Die Alexanderschlacht (Schlacht bei Issos) gilt als berühmtestes großes Gemälde des deutschen Malers Albrecht Altdorfer.

## Beschreibung
Das Bild entstand im Zeitraum von 1528 bis 1529. Auftraggeber war Herzog Wilhelm IV. von Bayern. Es zeigt den Kampf Alexanders des Großen gegen den Perserkönig Darius.

„Eine Composition in dem höhern historischen Stile, wie in der Antike oder bei Rafael dürfen wir freilich nicht suchen, wol aber finden wir eine echte Ritterschlacht mit tausenden von Figuren zu Fuß und Roß; alle Köpfe, Harnische, Gräser ec. mit unvergleichlicher Sorgfalt ausgeführt, und dahinter eine phantastische Landschaft mit Bergen, Felsen, Städten und dem Meer, in dem sich goldglühend die aufgehende Sonne spiegelt, während der Mond erblaßt, Sinnbilder des Sieges Alexanders und der Niederlage der Orientalen.“

Altdorfer hat minuziös die Reiter der beiden Heere in zeitgenössischen Rüstungen mit Wimpel und Standarten sowie die Zeltlager vor der Stadt wiedergegeben. Im Vordergrund bekämpfen sich Griechen und Perser. Die Griechen sind an ihrer weiß-blauen Uniform zu erkennen. Die Perser kämpfen in roter Kleidung und tragen teilweise Turbane. Durch die Menge der dargestellten Soldaten entsteht der Eindruck von unübersehbaren Heerscharen. Aber das Besondere des Gemäldes ist die Darstellung der Landschaft und der untergehenden Sonne, die dem aufgehenden Mond gegenübersteht.
In der linken Bildmitte ist der dreispännige, überproportionierte Wagen des Darius zu sehen, der verfolgt wird von Alexander.
Auf der linken Seite erhebt sich ein Berg mit Ruine und Burg. Links von der Ruine sind fliehende Soldaten zu erkennen. Weiter hinten ist die Stadt Tarsus dargestellt, das gotische Kirchengebäude ist Phantasie.
Außerdem hat Altdorfer eine Landkarte eingearbeitet, bei der allerdings der Süden oben liegt. So ist der Mittel- und Hintergrund als Darstellung des östlichen Mittelmeers zu sehen: In der Mitte liegt die Insel Zypern, dahinter ist das Rote Meer zu erkennen, rechts daneben Ägypten mit dem Nil, dessen Delta durch sieben Arme zu erkennen ist.

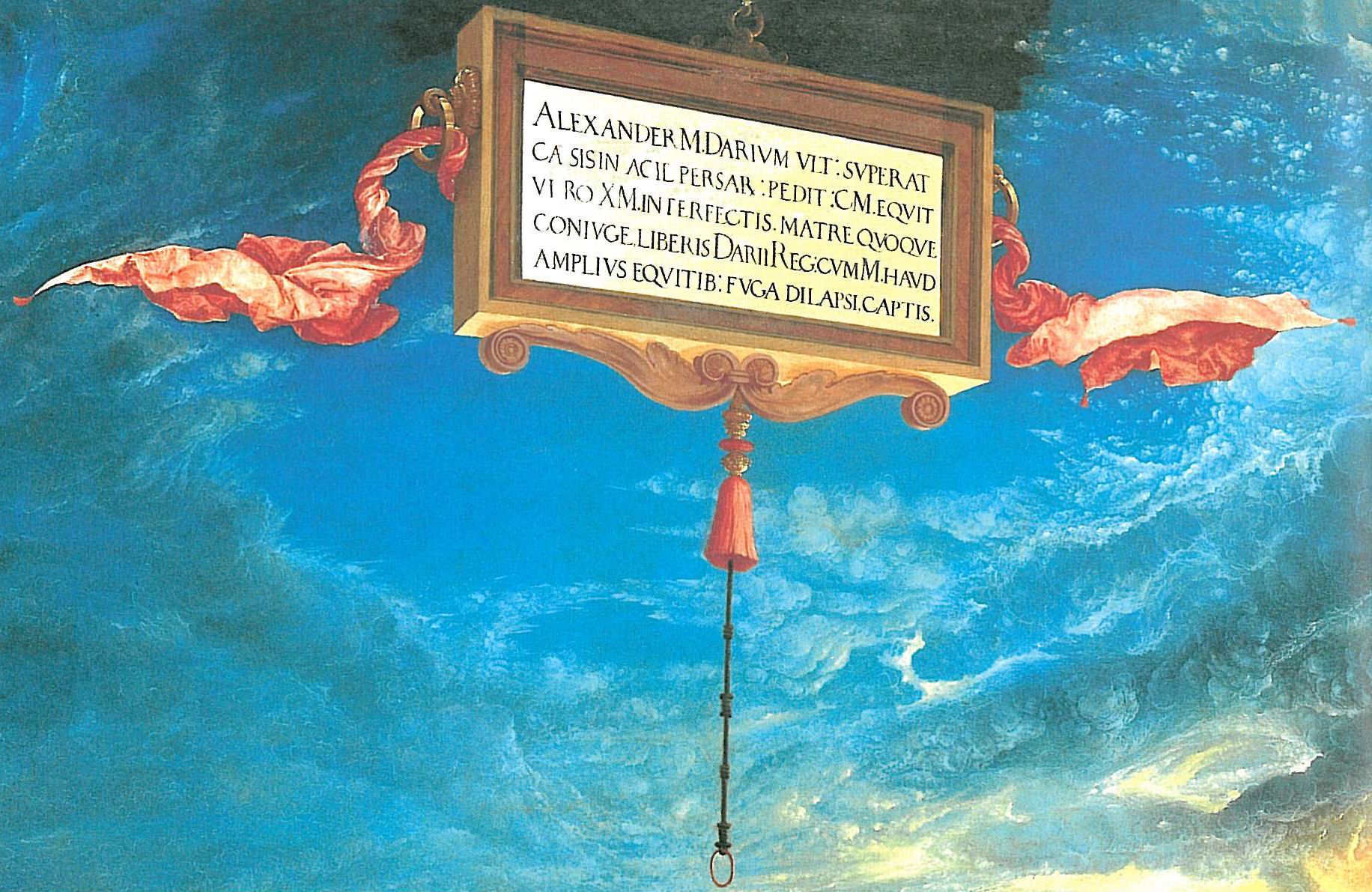
Inschrift

Auf der zwischen den Wolken frei schwebenden Tafel am oberen Bildrand steht auf Lateinisch:
ALEXANDER M(AGNVS) DARIVM VLT(IMVM) SVPERAT
CAESIS IN ACIE PERSAR(VM) PEDIT(VM) C(ENTVM) M(ILIBVS) EQVIT(VM)
VERO X M(ILIBVS) INTERFECTIS MATRE QVOQVE
CONIVGE; LIBERIS DARII REG(IS) CVM M(ILLE) HAVD
AMPLIVS EQVITIB(VS) FVGA DILAPSI CAPTIS:
Übersetzung:

„Alexander der Große besiegt Darius den Letzten, nachdem in den Reihen der Perser 100.000 Mann zu Fuß und über 10.000 Reiter erschlagen und Mutter, Gattin und Kinder des Königs Darius mit nicht mehr als 1.000 in Auflösung fliehenden Reitern gefangen worden waren.“

## Geschichte

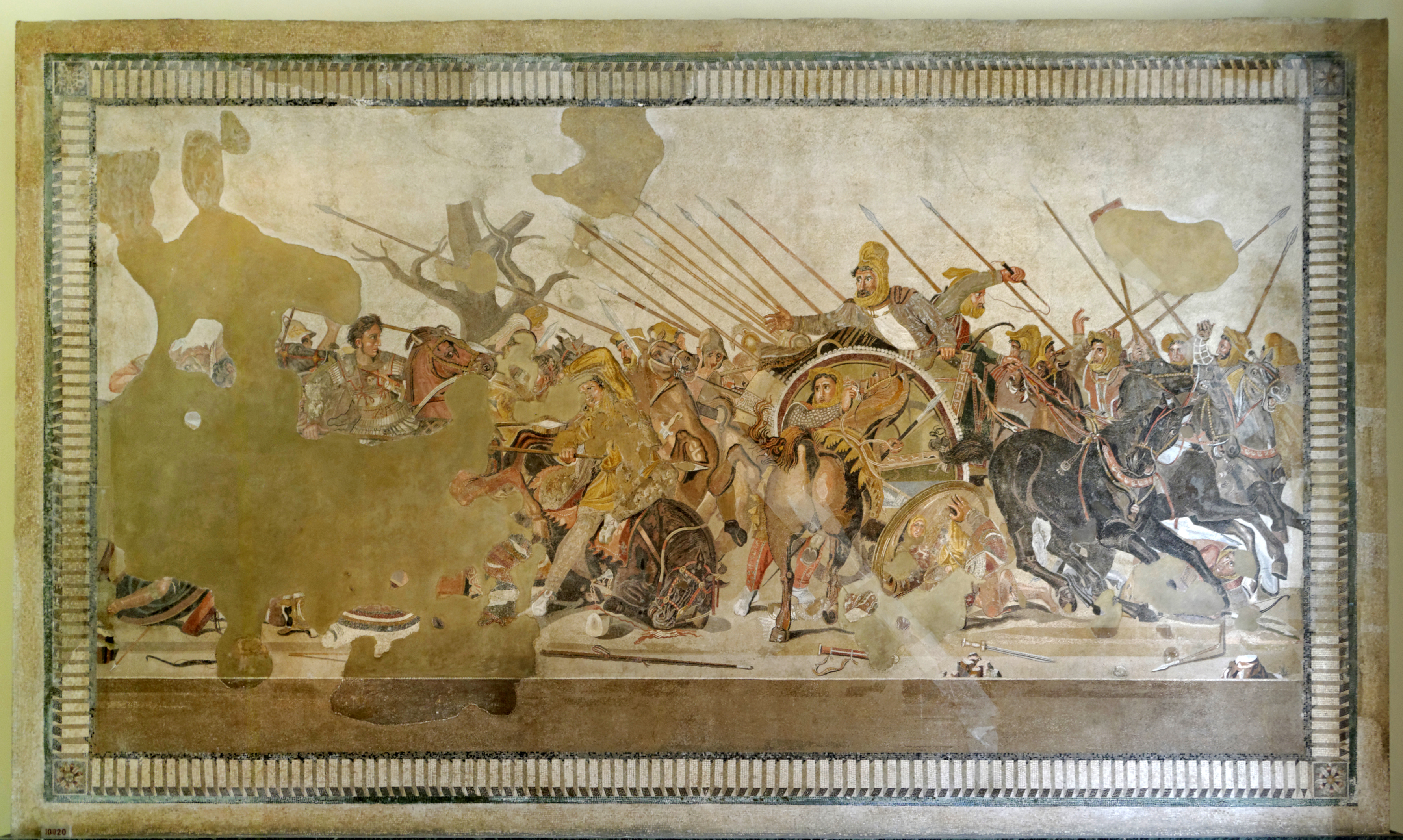
Alexandermosaik in Pompeji

Altdorfer erhielt im Rahmen eines Zyklus von antiken Schlachtenbildern vom bayerischen Herzog Wilhelm IV. 1528 den Auftrag, für die Münchner Residenz die Schlacht zwischen Alexander dem Großen und dem Perserkönig Darius in der Schlacht bei Issos darzustellen. Er lehnte das ihm angetragene Amt des Bürgermeisters von Regensburg ab, um dieses Gemälde fertigzustellen. Es wurde nach München ausgeliefert, wo es die nächsten Jahrhunderte auch blieb.
Im Jahr 1800 aber plünderten französische Revolutionstruppen die Münchner Gemäldesammlung und nahmen 70 ausgewählte Bilder mit nach Frankreich. Die Alexanderschlacht gefiel Napoléon Bonaparte so gut, dass er sie in seinem Badezimmer aufhängen ließ. Mit dem Ende der napoleonischen Herrschaft kam es 1815 wieder zurück nach München in die Alte Pinakothek.
Das Bild hat nicht mehr seine Originalgröße, denn es wurde ringsum beschnitten. Außerdem wurde der deutsche Text im Schriftkasten im 17. Jahrhundert übermalt und ins Lateinische übertragen.

## Kommentar
Altdorfer zählt zu den ersten Schöpfern reiner Landschaftsgemälde ohne menschliche Figuren. Die Alexanderschlacht ist atypisch für sein Werk sowohl in Hinsicht auf die Größe als auch auf das Sujet, was auf den Auftraggeber zurückzuführen ist.
Altdorfer versah das Bild am linken unteren Bildrand mit seiner Signatur, der Jahreszahl 1529, und fügte auf Lateinisch hinzu: ALBRECHT ALTORFER ZU REGENSPVRG FECIT (deutsch: ‚Albrecht Altdorfer zu Regensburg hat dieses Bild gemalt.‘)

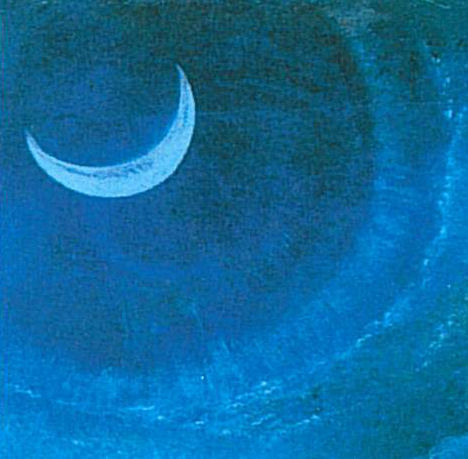
Verblassende Mondsichel (zunehmender Mond)(= Morgenland)
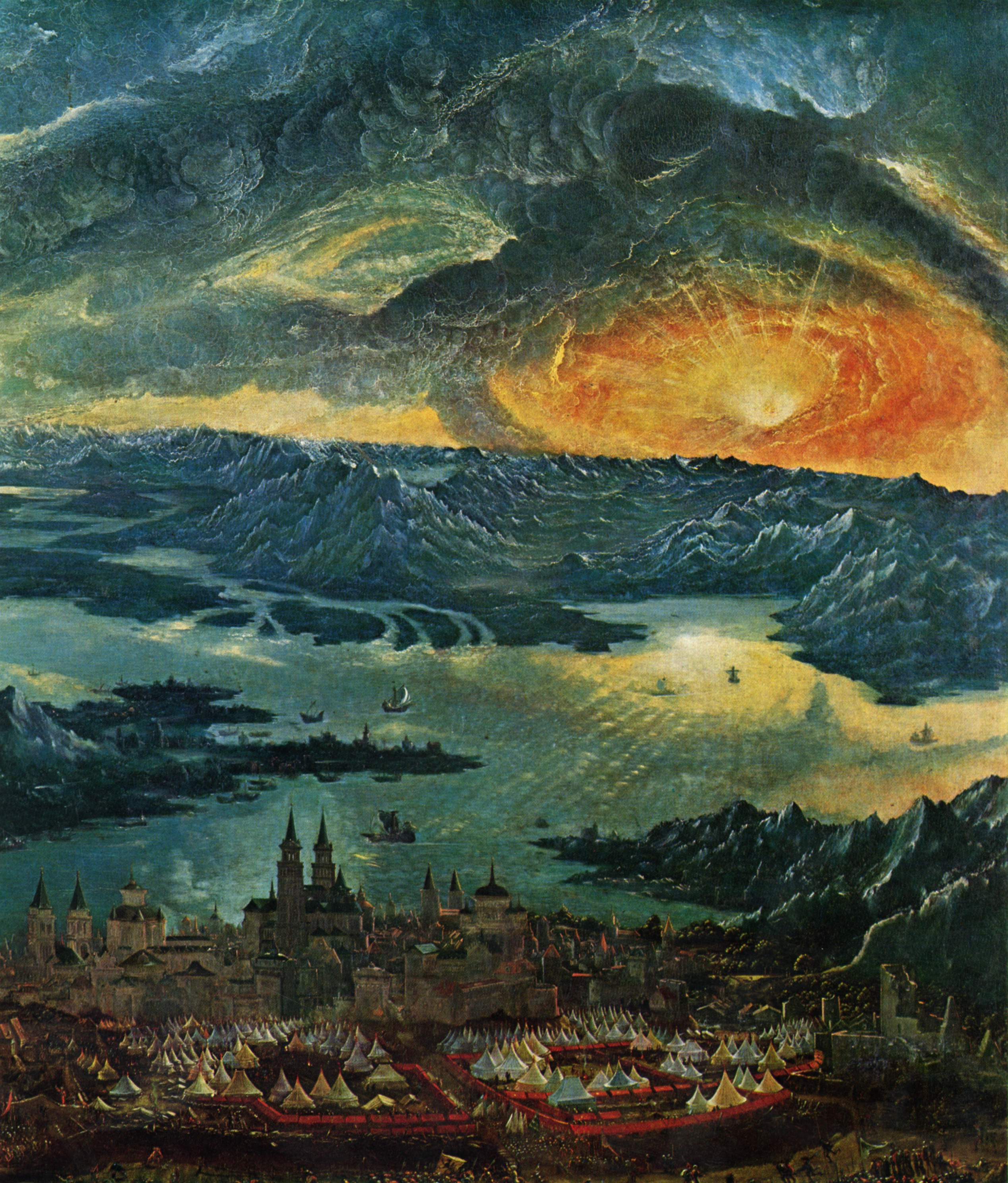
Untergehende Sonne (= Abendland)
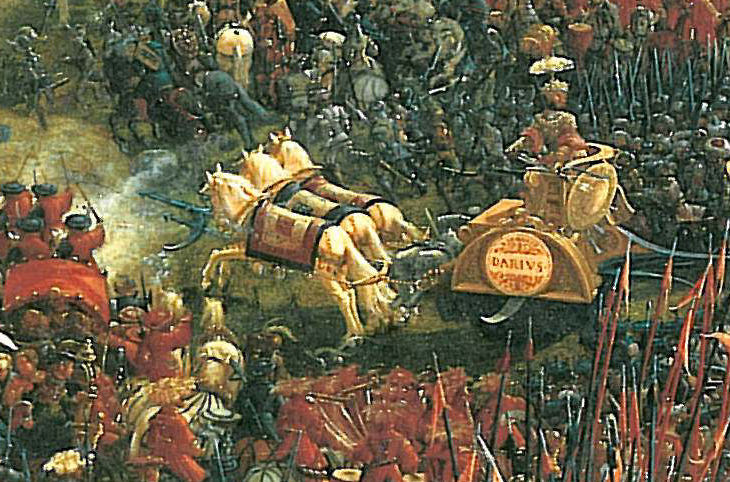
Der fliehende Darius
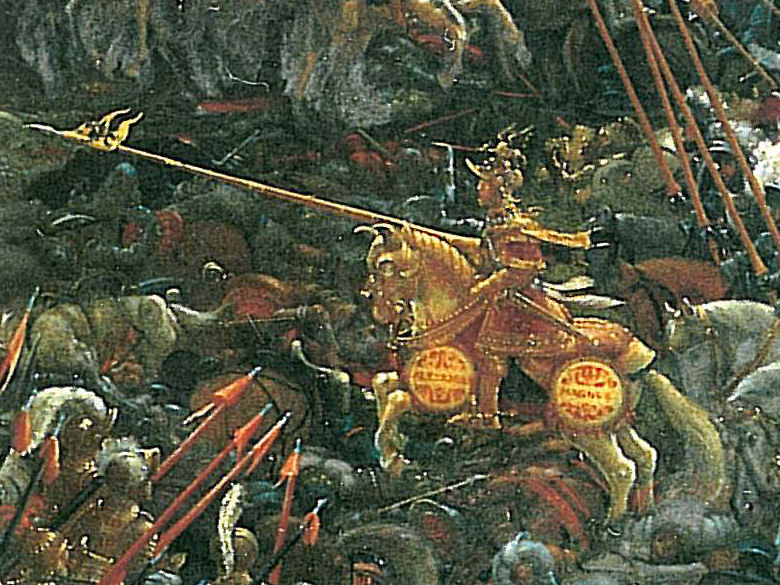
Der verfolgende Alexander

Die Schlacht soll wie ein Naturvorgang oder eine kosmische Auseinandersetzung wirken, denn dieses weltgeschichtliche Ereignis wurde als Sieg des griechischen Abendlandes über das persische Morgenland verstanden. Der sichelförmige Mond ist der gleiche wie in der Flagge der Türken, die 1529 vor Wien standen. Altdorfer beschwört also angesichts der Türkengefahr den Sieg des Abendlandes (der Sonne) über das Morgenland (den Mond).

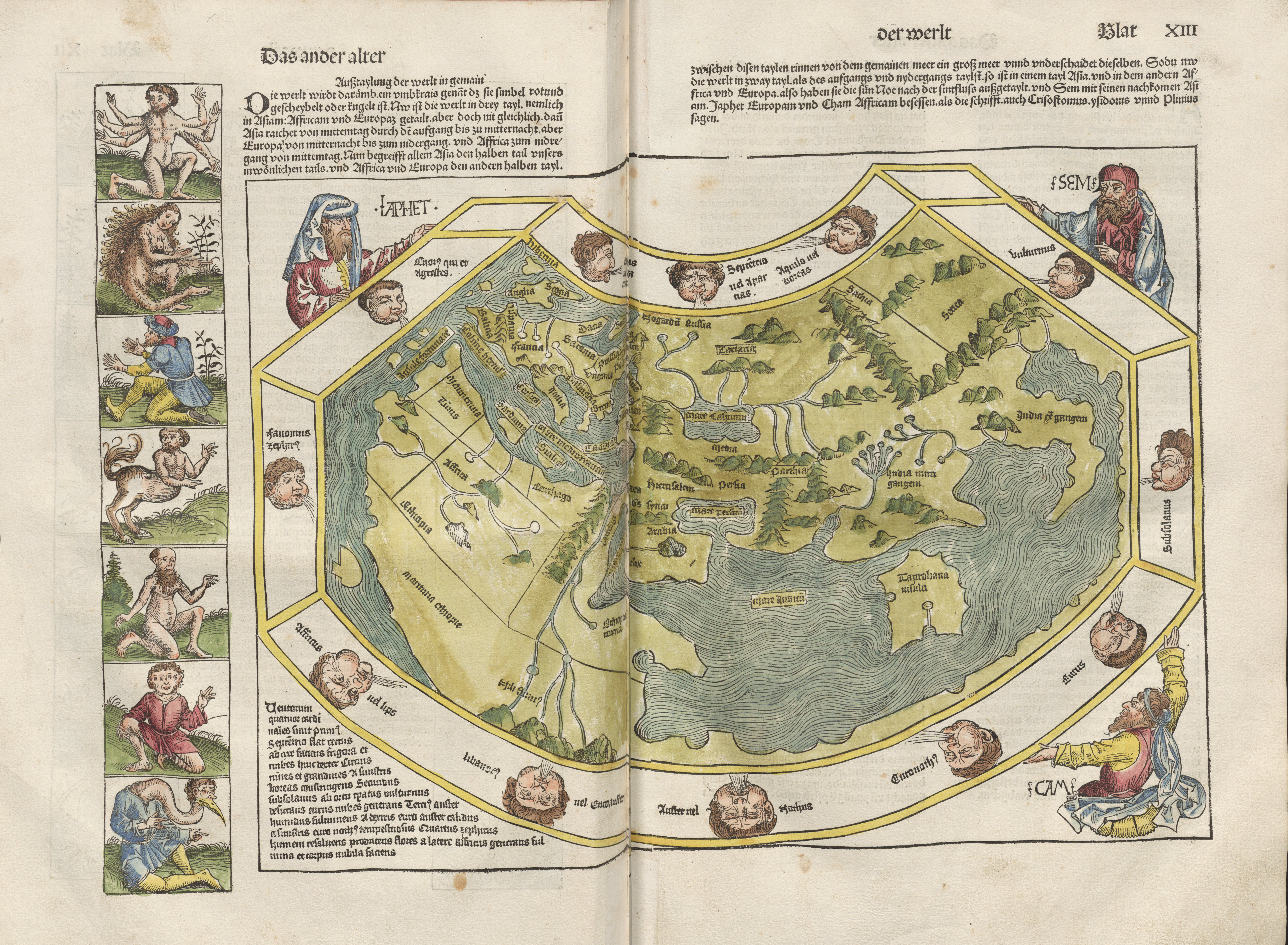
Weltkarte aus Hartmann Schedels Weltchronik mit dem Gebirge am Nil

Das Gemälde sollte die Erinnerung an die strategische Leistung Alexanders wachhalten, der eine vielfache Übermacht besiegt hatte. Nach den Zahlen auf dem Gemälde befehligte Darius 300.000 Fußsoldaten, Alexander nur 32.000; Darius hatte 100.000 Reiter, Alexander nur 4.000. Eine der Quellen dürfte die Weltchronik des Hartmann Schedel gewesen sein, mit der die meisten Zahlen übereinstimmen. Das Buch erschien 1493 in Nürnberg, 35 Jahre bevor Altdorfer mit dem Malen der Alexanderschlacht begann. Das Gebirge neben dem Nil entspricht nicht der Realität, stimmt aber mit der Schedelschen Karte überein.
Altdorfer hielt sich allerdings nicht an seine schriftlichen Angaben, denn von einer zahlenmäßigen Überlegenheit der Perser ist auf dem Bild nichts zu erkennen. Außerdem kleidet er die Figuren wie Menschen seiner Gegenwart.
Der Kulturphilosoph Friedrich Schlegel sah das Bild 1803 im Restaurierungssaal des Louvre (danach befand es sich bis 1815 in Napoleons Badezimmer in Saint-Cloud) und schrieb überwältigt in seiner Bildbeschreibung:

„Soll ich es eine Landschaft nennen, ein historisches Gemälde oder ein Schlachtstück?“

Die Landschaft identifiziert Schlegel als „das Weltmeer; links dann der untergehende Mond, rechts die aufgehende Sonne; ein ebenso deutliches als großes Sinnbild der dargestellten Geschichte“, womit er sich allerdings irrte. Recht hatte er aber mit seiner Deutung der Lichtstimmung als letztes Aufleuchten der Sonne am Abend, an dem antiken Quellen zufolge die Schlacht zugunsten Alexanders entschieden wurde.